# عیسی صدیق
عیسی صدیق اعلم (۲۸ خرداد ۱۲۷۳ تهران – ۱۶ آذر ۱۳۵۷ تهران) که نام خانوادگی صدیق اعلم برگزید، ادیب، نویسنده و از سیاست‌گذاران و کارگزاران فرهنگی دوره پهلوی به‌شمار می‌رود. ایشان که طرح اولیه تأسیس دانشگاه تهران را داد؛به عنوان وزیر فرهنگ، ریاست دانشگاه تهران را به عنوان سومین رئیس  نیز در دست داشت. او از پیشگامان واژه‌گزینی در زبان فارسی و اولین رئیس صدا و سیما بود

## تحصیلات
در تهران در محلهٔ بین بازارچه نایب‌السلطنه و حمام قبله به دنیا آمد. پدرش میرزا عبدالله شاملو ملقب به صدیق‌التجار اصفهانی از نوادگان میرزا مهدی خان استرآبادی بود. تحصیلات ابتدائی و متوسطه را در مدارس ادب، کمالیه و دارالفنون فرا گرفت و در سال ۱۲۹۰ جزو اولین گروه از دانشجویان اعزامی به خارج در دورهٔ بعد از مشروطیت بود که راهی فرانسه شد.
در سال ۱۲۹۷ دورهٔ دانشسرای ورسای را به پایان رساند و از دانشگاه پاریس دانشنامهٔ لیسانس در رشتهٔ ریاضی گرفت. چندی نیز در دانشگاه کمبریج به‌عنوان دستیار ادوارد براون به مطالعه و تدریس زبان فارسی پرداخت. کمی بعد به فرانسه برگشت و توانست زبان فارسی را در ردیف زبان‌هایی قرار دهد که هر کس می‌توانست به جای زبان خارجی در امتحانات رسمی انتخاب کند.

## فعالیت سیاسی در اروپا
هم‌زمان با تحصیل در پاریس به عضویت در حزب سوسیالیست فرانسه درآمد. طی دوران تحصیل در فرانسه و انگلستان که مصادف با جنگ جهانی اول و اشغال ایران و مداخلهٔ مأموران دولت روسیهٔ تزاری و دولت انگلیس در امور مملکت بود، عیسی صدیق به نگارش سلسهٔ مقالاتی در روزنامه‌های اومانیته ارگان حزب سوسیالیست و تایمز چاپ انگلستان پرداخت و از این راه و با کمک دوستانی نظیر ادوارد براون به عملیات سپاهیان بیگانه در ایران اعتراض و این عملیات ستمگرانه را تقبیح کرد. این مقالات چنان تأثیری منفی بر حیثیت دولت روسیهٔ تزاری در محافل آزادی‌خواه اروپا نهاد که موجب شد سفیر روسیه در لندن به وزارت خارجهٔ انگلیس اعتراض کند و خواستار توقف انتشار چنین مقالات تحریک‌آمیزی شود.

## خدمات فرهنگی
عیسی صدیق در سال ۱۲۹۷ به ایران بازگشت و به سمت بازرس مدارس منصوب شد. چندی نیز رئیس معارف گیلان، رئیس تعلیمات عالیه، معلم در مدرسهٔ حقوق، دارالفنون و دارالمعلمین مرکزی، رئیس دفتر وزارت فواید عامه، نمایندهٔ ایران در مجمع بین‌المللی آموزش و پرورش در ژنو و رئیس دفتر وزارت عدلیه بود.
در آذر ۱۳۰۰ به درخواست ممتازالسلطنه وزیر معارف، احمدشاه به او لقب صدیق اعلم داد. پس از انقراض قاجاریه و انتقال قدرت به رضاخان پهلوی، به عضویت مجلس مؤسسان انتخاب شد که در آذر ۱۳۰۴ با تغییراتی در قانون اساسی، به سلطنت پهلوی رسمیت قانونی بخشید.
صدیق‌اعلم علاوه بر مشاغل دولتی و فرهنگی، در طول این سال‌ها مدتی نیز مدیر داخلی روزنامه مرد آزاد بود که امتیاز آن را علی‌اکبر داور داشت. زمانی هم که داور حزبی به نام رادیکال تأسیس کرد، عیسی صدیق در آن حزب به‌عنوان قائم مقام با وی همکاری کرد.
صدیق در سال ۱۳۰۹ به دعوت دانشگاه کلمبیا برای مطالعه و تحقیق به آمریکا رفت و یک سال بعد موفق به اخذ درجهٔ دکتری در فلسفه از آن دانشگاه شد. هم‌زمان با تحصیل در دانشگاه کلمبیا، به درخواست عبدالحسین تیمورتاش وزیر دربار پهلوی، اقدام به تهیه و تنظیم طرح تأسیس «دارالفنون تهران» کرد. هم او بود که برای اولین بار واژهٔ «دانشگاه» را به جای دارالفنون به کار برد. صدیق در سال ۱۳۱۰ به ایران بازگشت و مأمور تأسیس دانشگاه تهران شد.
عیسی صدیق پس از بازگشت به ایران، نخست به ریاست دارالمعلمین عالی منصوب شد و سپس آن را دانشکده علوم و ادبیات و هستهٔ مرکزی دانشگاه قرار داد. پس از تأسیس دانشگاه تهران از سال ۱۳۱۳ تا سال ۱۳۱۹ ریاست و استادی و دانشکده علوم و ادبیات را عهده‌دار بود.

## فرهنگستان
در سال ۱۳۰۰ که رضا خان سردارسپه وزیر جنگ شد، قشون ایران را یکپارچه کرد و کمیسیونی برای واژه‌گزینی نظامی تشکیل داد که صدیق عضو آن بود. واژه ارتش را این کمیسیون از متون دوره ساسانی بیرون کشید و به جای واژه قشون نهاد که پیشتر به کار می‌رفت. دیگر اصطلاحات نظامی نیز ابداع این کمیسیون بود.
عیسی صدیق در تشکیل فرهنگستان ایران نیز نقش عمده‌ای داشت. در سال ۱۳۱۴ خورشیدی طرحی برای تأسیس فرهنگستان ایران تهیه کرد و خود نیز جزو اعضای پیوسته اولیه فرهنگستان شد، نخست به‌عنوان نایب رئیس فرهنگستان انتخاب شد و پس از چند سال به ریاست آن نشست.در همین دوره مجلهٔ آموزش و پرورش را بنیان گذاشت.

## وزارت
صدیق در سال ۱۳۱۹ اداره کل انتشارات و تبلیغات را تأسیس کرد و به عنوان نخستین رئیس آن منصوب شد. او توانست طی یک سال ریاست خود به تشکیلات متشتت و از هم گسیخته رادیو سامان دهد که هریک از فعالیت‌هایش در هنگام افتتاح زیرنظر یکی از وزارت‌خانه‌ها انجام می‌شد. پس از استعفای رضاشاه و عضویت در کابینهٔ محمدعلی فروغی نیز این سمت را حفظ کرد، هرچند که یک بار به دستور شاه کم مانده بود از این سمت کنار گذاشته شود.
پنج روز پس از کناره‌گیری رضا شاه از سلطنت، صدیق در کابینهٔ محمدعلی فروغی برای نخستین بار به وزارت فرهنگ منصوب شد، اما بیش از دو ماه بر سر کار نبود و از دولت کنار گذاشته شد. بار دوم در کابینهٔ علی سهیلی که در ۲۳ آذر ۱۳۲۲ تشکیل شد، به این سمت انتخاب شد. در کابینهٔ سهام‌السلطان بیات نیز که در ۴ آذر۱۳۲۳ تشکیل شد و در کابینهٔ ۱۹ شهریور ۱۳۲۶ قوام‌السلطنه هم این سمت را حفظ کرد. همزمان در دانشگاه نیز تدریس می‌کرد و به عنوان وزیر فرهنگ، ریاست دانشگاه تهران نیز با او بود.

## مجلس سنا
عیسی صدیق در سال ۱۳۲۸ بار دیگر برای تغییراتی در قانون اساسی به نمایندگی مجلس مؤسسان برگزیده شد. در همان سال به عضویت نخستین دورهٔ مجلس سنا انتخاب شد و پنج دوره سناتور انتخابی تهران بود. در تمامی ادوار نمایندگی، ریاست کمیسیون فرهنگ و هنر در مجلس سنا را عهده‌دار بود و از شانزدهم اسفند ۱۳۳۳ به عضویت شورای عالی شرکت نفت انتخاب شد.
در مهر ۱۳۳۹ صدیق برای پنجمین بار در کابینهٔ شریف امامی به وزارت فرهنگ رسید. وی در شورای فرهنگی سلطنتی، شورای فرهنگی انجمن ایران و انگلیس، هیئت مدیره انجمن فرهنگی ایران و آمریکا، انجمن آثار ملی و سازمان پرورش افکار نیز عضو بود. صدیق در سال ۱۳۵۰ به عنوان استاد ممتاز دانشگاه تهران شناخته شد.
عیسی صدیق در ۱۶ آذر ماه ۱۳۵۷ در تهران درگذشت و در آرامگاه شماره ۵۵۴ گورستان بهشت زهرا به خاک سپرده شد.

## آثار
- اصول تدریس حساب و حل مسایل فکری ۱۳۰۲
- صد مسئله حل‌شده حساب ۱۳۰۲
- صنایع ایران در گذشته و آینده (ترجمه سخنرانی آرتور پوپ)، ۱۳۰۴
- اصول علمی علم تربیت ۱۳۰۷
- اصول تعلیم و تربیت
- یک سال در آمریکا ۱۳۱۱
- روش نوین در تعلیم و تربیت ۱۳۱۴
- تاریخ مختصر فرهنگ ایران ۱۳۱۶
- سیر فرهنگ در ایران و مغرب‌زمین ۱۳۳۲
- تاریخ فرهنگ ایران ۱۳۳۶
- تاریخ فرهنگ اروپا از آغاز تا عصر حاضر
- حقوق بین‌الملل
- دوره مختصر تاریخ فرهنگ ایران ۱۳۳۴
- شرح حال و شخصیت و آثار فردوسی
- مشهودات چهل ساله در فرهنگ
- نه کنفرانس در خصوص تعلیمات عمومی
- یادگار عمر (خاطراتی از سرگذشت مؤلف) ۲ جلد، ۱۳۳۸–۱۳۵۲
- چهل گفتار دربارهٔ سالگردهای تاریخی، یادبود دانشمندان معاصر، تاریخ و فرهنگ ایران ۱۳۵۲